# Light box
Con light-box si intende, nella coltivazione di piante all'interno di edifici, uno spazio appositamente creato nel quale si cerca di ricreare, il più possibile fedelmente, un ambiente nel quale soddisfare le esigenze delle piante per la loro crescita. 
Lo spazio può essere chiuso od aperto e per comodità si usano scaffalature o recipienti capaci di contenere il sistema di illuminazione. Quest'ultimo è infatti il componente fondamentale del light box, in quanto l'esigenza di luce delle giovani piante è altissima.
Per l'illuminazione si va dalla lampade al neon, alle compatte fluorescenti, fino a quelle a vapori di mercurio. Qualsiasi sistema sia scelto i parametri fondamentali da tenere in considerazione sono: lo spettro di emissione (detto anche temperatura del colore), misurato in kelvin, e il flusso luminoso emesso, misurato in lumen.
Spesso, se il contenitore utilizzato è chiuso, si deve provvedere al ricirlo dell'aria all'interno con apposite aperture e ventole.
Se ci sono particolari esegenze di temperatura, sempre in contenitori chiusi, si installa anche un sistema riscaldante termostatato, che permette di mantenere le temperature costanti e controllate.